# Тразименско језеро
Тразименско језеро (итал. Lago Trasimeno, лат. Trasumennus) је са 128 км² површине и обимом од 54 километара највеће језеро Апенинског полуострва и четрврто највеће језеро Италије. Налази се у региону Умбрија северозападно од Перуђе, 259 метара изнад нивоа мора. Дубоко је до 6 метара и окружено планинама високим до 600 метара. У Тразименском језеру живи 18 врста риба. Сељани који живе на источној и јужној обали се баве риболовом.

## Битка код Тразименског језера
Ово језеро је добило историјски значај 24. јуна 217. п. н. е. када се близу њега одиграла знаменита битка Другог пунског рата. Ту је Ханибалова војска поразила римску армију од 25.000 људи под вођством Гаја Фламинија.